# Teodósio Gonçalves da Silva
Teodósio Gonçalves da Silva (Vila Nova de Gaia, 14 de Junho de 1726 – Bahia, 9 de Maio de 1803) foi um rico mercador estabelecido na Bahia, proprietário de diversos navios mercantes e sócio de Joaquim Inácio da Cruz Sobral. 
Foi Familiar do Santo Ofício, Cavaleiro da Ordem de Cristo, Capitão da Companhia dos
Familiares da Capitania da Bahia, Mestre de Campo dos Exércitos Auxiliares da Rainha, Fidalgo da Quota de Armas e Irmão e Provedor da Santa Casa da Misericórdia da Bahia. Viveu em Lisboa com sua mulher, no palácio que tinha pertencido aos Condes da Ponte.
Foi casado com D. Ana de Sousa Queirós e Silva, não tendo deixado descendência. 